# Deutsche Leichtathletik-Meisterschaften 1948
Die 48. Deutschen Leichtathletik-Meisterschaften wurden am 14. und 15. August 1948 im Städtischen Stadion in Nürnberg ausgetragen. Mit wenigen Ausnahmen wurden alle Wettbewerbe im Rahmen der Veranstaltung in Nürnberg durchgeführt.

## Geteiltes Deutschland
Die deutsche Teilung war bereits so weit vorangeschritten, dass es sich dabei nur um die Meisterschaften der drei westlichen Besatzungszonen handelte. Die Sowjetische Besatzungszone hatte einen eigenen Meisterschaftswettbewerb. 

## Wettbewerbsprogramm
Im Gegensatz zum Zehnkampf der Männer stand der 200-Meter-Lauf der Frauen wie schon 1946 und 1947 noch nicht wieder auf dem Programm. Der Marathonlauf war wie zuletzt verkürzt, in diesem Jahr auf die Streckenlänge von 30 km.

## Ausgelagerte Disziplinen
Folgende Meisterschaftswettbewerben fanden an anderen Orten zu anderen Terminen statt:
- Es begann mit dem Waldlauf (Männer), der in Fellbach bei Stuttgart am 18. April auf einer Streckenlänge mit Einzel- und Mannschaftswertung stattfand.
- Im September wurden dann auf einer Veranstaltung in Hamburg die restlichen Disziplinen ausgetragen:
  - der auf 30 km verkürzte Marathonlauf (19. September)
  - das 25-km-Straßengehen (19. September)
  - der Fünfkampf der Männer (19. September)
  - die Mehrkämpfe (Frauen: Fünfkampf) / (Männer: und Zehnkampf), jeweils mit Einzelwertungen (19./20. September).

## Medaillengewinner Männer
Die folgenden Übersichten fassen die Medaillengewinner und -gewinnerinnen zusammen. Eine ausführlichere Übersicht mit den jeweils ersten sechs in den einzelnen Disziplinen findet sich unter dem Link Deutsche Leichtathletik-Meisterschaften 1948/Resultate.
| Disziplin                                    | Gold                                                                                       | Leistung             | Silber                                                         | Leistung              | Bronze                                                                  | Leistung              |
| -------------------------------------------- | ------------------------------------------------------------------------------------------ | -------------------- | -------------------------------------------------------------- | --------------------- | ----------------------------------------------------------------------- | --------------------- |
| 100 m                                        | Heinz Fischer (Preussen Krefeld)                                                           | 10,7 s00             | Konrad Wittekindt (VfL 1860 Marburg)                           | 10,7 s00              | Günther Pesch (Hammer SpVg. 03/04)                                      | 10,8 s00              |
| 200 m                                        | Leo Lickes (Preussen Krefeld)                                                              | 22,2 s00             | Werner Zandt (Stuttgarter Kickers)                             | 22,6 s00              | Werner Wigner (ASV Zirndorf)                                            | 22,9 s00              |
| 400 m                                        | Gerhard Audorf (Berliner SC)                                                               | 49,5 s00             | Hubert Huppertz (RSV Ahrweiler)                                | 49,7 s00              | Hans Geister (SV Schwarz-Weiß Westende Hamborn)                         | 49,7 s00              |
| 800 m                                        | Heinz Ulzheimer (Eintracht Frankfurt)                                                      | 1:51,8 min           | Karl Kluge (Werder Bremen)                                     | 1:54,0 min            | Günther Steines (1. SC Mayen)                                           | 1:54,0 min            |
| 1500 m                                       | Heinz Westerteicher (Schwarz-Weiß Radevormwald)                                            | 4:01,4 min           | Willi Maus (Turner-Club Gelsenkirchen 1874)                    | 4:01,8 min            | Hermann Hammersen (Blau-Weiß Osnabrück)                                 | 4:02,0 min            |
| 5000 m                                       | Ludwig Warnemünde (SC Victoria Hamburg)                                                    | 15:04,4 min          | Hermann Eberlein (TSV 1860 München)                            | 15:04,6 min           | Otto Eitel (TSV Esslingen)                                              | 15:05,4 min           |
| 10.000 m                                     | Otto Eitel (TSV Esslingen)                                                                 | 31:49,0 min          | Edmund Nadolny (Rot-Weiß Oberhausen)                           | 32:19,8 min           | Willi Holtkamp (TuS Rot-Weiß Koblenz)                                   | 32:41,0 min           |
| Marathon – 30 km                             | Josef Legge (VfL Bochum)                                                                   | 1:46:50,2 h00        | Wilhelm Borns (FSV Frankfurt)                                  | 1:47:16,4 h00         | Georg Goldemund (TSV 1860 München)                                      | 1:48:51,4 h00         |
| Marathon – 30 km, Mannschaftswertung         | FSV FrankfurtWilhelm Borns Egon Pfarr Hans Engel                                           | 14 P (Plätze 2/8/13) | Reichsbahn SV StuttgartWilhelm Bürklein Karl Meyer Rummel      | 29 P (Plätze 9/10/27) | DLC AachenWilly Peters Kriescher Aretz                                  | 34 P (Plätze 4/20/32) |
| 110 m Hürden                                 | Ernst Becker (Werder Bremen)                                                               | 15,0 s00             | Hans Zepernick (Blau-Weiß Osnabrück)                           | 15,4 s00              | Edmund Hidas-Hikisch (SV Wasserburg)                                    | 15,4 s00              |
| 400 m Hürden                                 | Edmund Hidas-Hikisch (SV Wasserburg)                                                       | 55,6 s00             | Karl Kohlhoff (Holstein Kiel)                                  | 55,6 s00              | Heinz Bockelbrinck (OSV Hörde)                                          | 57,1 s00              |
| 3000 m Hindernis                             | Rolf Seidenschnur (Rendsburger TSV)                                                        | 9:44,4 min           | Willi Maus (Turner-Club Gelsenkirchen 1874)                    | 9:45,0 min            | Franz Schlittmann (TSV 1860 München)                                    | 10:10,6 min           |
| 4 × 100 m Staffel                            | Preussen KrefeldPaul Schochow Leo Lickes Wilhelm Bauer Heinz Fischer                       | 42,5 s00             | SV St. Georg 1895 HamburgWalter Lege Steffen Rehders Lindemann | 43,0 s00              | TSV 1860 MünchenHans Hertlein Gerhard Luther Hans Rümping Rudolf Königl | 43,4 s00              |
| 4 × 400 m Staffel                            | Rot-Weiß OberhausenWalter Krapoth August Kirsch Karl-Heinz Surray Karl-Friedrich Rückebeil | 3:23,0 min           | Holstein KielSommer Herbert Sonntag Hoffmeister Karl Kohlhoff  | 3:24,6 min            | 1. FC NürnbergGeorg Wagner Leopold Färber Günther Horn Fritz Hauselt    | 3:24,8 min            |
| 3 × 1000 m Staffel                           | Eintracht FrankfurtFritz Schlockermann Hofferberth Heinz Ulzheimer                         | 7:45,6 min           | Preussen KrefeldBongartz Heitzer Kraus                         | 7:47,8 min            | Rot-Weiß OberhausenRolf Lamers Heinz Hoewner Karl Grünsfelder           | 7:48,0 min            |
| 10.000 m Bahngehen                           | Hermann Grittner (Reichsbahn SV Köln)                                                      | 49:28,4 min          | Rudolf Lüttge (Eintracht Braunschweig)                         | 49:29,0 min           | Konrad Dietz (Post SV Bonn)                                             | 50:33,6 min           |
| 25-km-Gehen                                  | Rudolf Lüttge (Eintracht Braunschweig)                                                     | 2:09:03,0 h          | Hermann Grittner (Reichsbahn SV Köln)                          | 2:12:29 h             | Fritz Bleiweiß (SG Tiergarten Berlin)                                   | 2:13:25 h             |
| 25-km-Gehen, Mannschaftswertung              | Eintracht BraunschweigRudolf Lüttge Walter Stoltz Theo Arendes                             | 6:57:02 h            | Hamburger SVHermann Schmidt Rudolf Modes Feucht                | 6:58:17 h             | BV Herne-SüdWilli Schneidereit Tietze Kroschek                          | 7:09:36 h             |
| Hochsprung                                   | Ludwig Koppenwallner (VfL München)                                                         | 1,90 m               | Hermann Nacke (Polizei SV Kiel)                                | 1,88 m                | Dieter Hoppenrath (Eintracht Frankfurt)                                 | 1,81 m                |
| Stabhochsprung                               | Rudolf Glötzner (Turnerbund Weiden)                                                        | 3,80 m               | Kurt Landschulze (Polizei SV Köln)                             | 3,70 m                | Hugo Magris (Stuttgarter Kickers)                                       | 3,70 m                |
| Weitsprung                                   | Gerhard Luther (TSV 1860 München)                                                          | 7,32 m               | Heinz Steffen (SV St. Georg 1895 Hamburg)                      | 7,16 m                | Heinz Kreulich (TC Gelsenkirchen 1874)                                  | 7,15 m                |
| Dreisprung                                   | Horst Vogt (ASC Fulda)                                                                     | 14,34 m              | Kurt Unger (ASV Horb)                                          | 13,85 m               | Helmut Wiersdorf (VfL Oldenburg)                                        | 13,66 m               |
| Kugelstoßen                                  | Karl Jansen (ASV Köln)                                                                     | 14,80 m              | Otto Luh (VfB Gießen)                                          | 14,53 m               | Josef Bongen (VfL 1895 Krefeld)                                         | 14,22 m               |
| Diskuswurf                                   | Heinz Rosendahl (Schwarz-Weiß Radevormwald)                                                | 46,00 m              | Gerhard Hilbrecht (TSV 1860 München)                           | 45,28 m               | Ernst Figgen (OSV Hörde)                                                | 42,80 m               |
| Hammerwurf                                   | Karl Storch (ASC Fulda)                                                                    | 55,22 m              | Karl Wolf (Karlsruher TV 1846)                                 | 55,17 m               | Karl Hein (SV St. Georg 1895 Hamburg)                                   | 53,66 m               |
| Speerwurf                                    | Heinrich Will (Rendsburger TSV)                                                            | 60,50 m              | Johannes Boeder (SG Eichkamp Berlin)                           | 57,51 m               | Gerd Middelberg (Schwarz-Weiß Radevormwald)                             | 57,05 m               |
| Fünfkampf, 1934er W. i2. Zeile: 1985er Wert. | Gerhard Luther (TSV 1860 München)                                                          | 3909 P (3729 P)      | Hermann Nacke (Polizei SV Kiel)                                | 3690 P (3500 P)       | Ludwig Koppenwallner (VfL München)                                      | 3685 P (3491 P)       |
| Zehnkampf, 1934er W. 2. Zeile: 1985er Wert.  | Gerhard Luther (TSV 1860 München)                                                          | 6691 P (6458 P)      | Ludwig Koppenwallner (VfL München)                             | 6578 P (6345 P)       | Hans Zepernick (Blau-Weiß Osnabrück)                                    | 6355 P (6230 P)       |
| Waldlauf – 7500 m                            | Ludwig Warnemünde (SC Victoria Hamburg)                                                    | 24:02 min            | Otto Eitel (TSV Esslingen)                                     | 24:05 min             | Hermann Eberlein (TSV 1860 München)                                     | 24:23 min             |
| Waldlauf, Mannschaftswertung                 | TSV 1860 MünchenHermann Eberlein Georg Goldemund Hans Glöckler                             | 25 P (Plätze 3/5/17) | Rot-Weiß OberhausenEdmund Nadolny Walter Türk Rolf Lamers      | 28 P (Plätze 4/11/13) | TSV EsslingenOtto Eitel Helmut Bolzhauser Ruf                           | 37 P (Plätze 2/8/27)  |

## Medaillengewinnerinnen Frauen
| Disziplin                                      | Gold                                                                 | Leistung       | Silber                                                                                | Leistung       | Bronze                                                                    | Leistung       |
| ---------------------------------------------- | -------------------------------------------------------------------- | -------------- | ------------------------------------------------------------------------------------- | -------------- | ------------------------------------------------------------------------- | -------------- |
| 100 m                                          | Marga Petersen (Werder Bremen)                                       | 12,3 s         | Margot Gundlach (SpVgg Bingen-Büdesheim)                                              | 12,4 s         | Elfriede Möller (TuS Alstertal Hamburg)                                   | 12,5 s         |
| 80 m Hürden                                    | Maria Sander geb. Domagala (Rot-Weiß Oberhausen)                     | 11,9 s         | Erika Borchardt (Hamburger SV)                                                        | 12,1 s         | Hanni Wahnemühl (SSV Wuppertal)                                           | 12,1 s         |
| 4 × 100 m Staffel                              | Werder BremenHannelore Mikos Marga Petersen Alwine Schulz Helga Huhn | 49,0 s         | SSV WuppertalEmmy Albus Hildegard Luhmann Marianne Dekkers Ruth Limbach geb. Schwanck | 49,2 s         | Eintracht FrankfurtHaxel Morgenthal Margot Glöckner Resi Gugler geb. Kurz | 49,5 s         |
| Hochsprung                                     | Gertrud Pagalies (TuS Duisburg 48/99)                                | 1,53 m         | Frieda Strüver (TS Jahn München)                                                      | 1,52 m         | Hildegard Gerschler (TSV Braunschweig)                                    | 1,52 m         |
| Weitsprung                                     | Gisela Jahn (SG Eichkamp Berlin)                                     | 5,60 m         | Irmgard Kirchhoff (KSV Hessen Kassel)                                                 | 5,43 m         | Erika von der Busche (MTV Lüneburg)                                       | 5,39 m         |
| Kugelstoßen                                    | Gertrud Schlüter (SV St. Georg Hamburg)                              | 13,12 m        | Marianne Schulze-Entrup (TV Münster 1862)                                             | 12,65 m        | Lena Stumpf (VfL Germania Leer)                                           | 12,13 m        |
| Diskuswurf                                     | Else Hümmer geb. Graf (SV 1873 Nürnberg-Süd)                         | 40,26 m        | Anna Klooß (KSV Hessen Kassel)                                                        | 39,57 m        | Karen Uthke (ASV Köln)                                                    | 39,15 m        |
| Speerwurf                                      | Inge Wolf geb. Plank (1. FC Nürnberg)                                | 45,69 m        | Alwine Lehr (Eintracht Frankfurt)                                                     | 40,37 m        | Gertrud Ulbrich (TSV Schwaben Augsburg)                                   | 38,02 m        |
| Fünfkampf, offiz. Wert. 2. Zeile: 1980er Wert. | Lena Stumpf (VfL Germania Leer)                                      | 410 P (3541 P) | Marianne Schulze-Entrup (TV Münster 1862)                                             | 378 P (3232 P) | Gertrud Schlüter (SV St. Georg Hamburg)                                   | 333 P (3104 P) |